# Ripley (Maine)
Ripley es un pueblo ubicado en el condado de Somerset en el estado estadounidense de Maine. En el Censo de 2010 tenía una población de 488 habitantes y una densidad poblacional de 7,53 personas por km².

## Geografía
Ripley se encuentra ubicado en las coordenadas 44°59′50″N 69°24′16″O / 44.99722, -69.40444. Según la Oficina del Censo de los Estados Unidos, Ripley tiene una superficie total de 64.77 km², de la cual 63.74 km² corresponden a tierra firme y (1.6%) 1.03 km² es agua.

## Demografía
Según el censo de 2010, había 488 personas residiendo en Ripley. La densidad de población era de 7,53 hab./km². De los 488 habitantes, Ripley estaba compuesto por el 99.59% blancos, el 0.2% eran afroamericanos, el 0% eran amerindios, el 0% eran asiáticos, el 0% eran isleños del Pacífico, el 0% eran de otras razas y el 0.2% pertenecían a dos o más razas. Del total de la población el 0.2% eran hispanos o latinos de cualquier raza.